# Monstres et Merveilles
Monstres et Merveilles (The Storyteller) est une série télévisée britannico-américaine en neuf épisodes de 25 minutes créée par Jim Henson et diffusée à partir du 15 mai 1988 sur HBO.
En France, la série a été diffusée sur Antenne 2 et rediffusée sur France 3, Canal J et Ciné FX.

## Synopsis
Cette série, conçue autour d'un narrateur et de son chien, met en scène des histoires, dans une ambiance fantastico-médiévale, souvent inspirées du folklore des pays européens.
Chaque histoire est commentée par le narrateur et son chien (une marionnette).

## Distribution
- John Hurt (VF : Jean Barney) : le narrateur
- Brian Henson (VF : Jacques Ebner) : le chien
- David Swift : le roi (Hans Piquedoux)
- Gabrielle Anwar : Lidia (La Quête de la peur)
- Brenda Blethyn : la femme du conteur (Une histoire en moins)
- Richard Vernon : le roi (Une histoire en moins)
- Steven Mackintosh : le Fortuné (L'Enfant de la Chance)
- Pauline Moran : la reine (L'Enfant de la Chance)
- Philip Jackson : le roi (L'Enfant de la Chance)
- Paul Brooke : le chancelier (L'Enfant de la Chance)
- Bob Peck : le soldat (Le Soldat et la Mort)
- Walter Sparrow : le mendiant au tour de cartes (Le Soldat et la Mort)
- Miranda Richardson : la sorcière (Les Trois Corbeaux)
- Jonathan Pryce : le roi (Les Trois Corbeaux)
- Joely Richardson : la princesse (Les Trois Corbeaux)
- Alison Doody : Belle Chagrin (Belle Chagrin)
- James Wilby : le prince (Belle Chagrin)
- Jennifer Saunders : une méchante sœur (Belle Chagrin)
- Dawn French : une méchante sœur (Belle Chagrin)
- Geoffrey Bayldon : le roi (Belle Chagrin)
- Gemma Jones : la reine (Le Géant sans cœur)
- Jane Horrocks : Anja (La Promise)
- Sean Bean : le prince (La Promise)
- Frederick Warder : le demi-homme (La Quête de la peur), le géant (Le Géant sans cœur), le troll (La Promise)

## Fiche technique
- Scénario : Anthony Minghella
- Réalisation : Jim Henson, Steve Barron, Paul Weiland, Charles Sturridge, Peter Smith, Jon Amiel
- Musique : Rachel Portman
- Effets spéciaux : John Stephenson

## Épisodes
1. Hans Piquedoux (Hans my Hedgehog)
2. La Quête de la peur (Fearnot)
3. Une histoire en moins (A Story Short)
4. L'Enfant de la Chance (The Luck Child)
5. Le Soldat et la Mort/La Mort emprisonnée (The Soldier and Death)
6. Les Trois Corbeaux (The Three Ravens)
7. Belle Chagrin (Sapsorrow)
8. Le Géant sans cœur (The Heartless Giant)
9. La Promise (The True Bride)

## Spin-offLes légendes grecques(The StoryTeller: Greek Myths, 1991)
Ce spin-off plus sombre traitant de la mythologie grecque n'a jamais été diffusé en France mais est édité en DVD,.
1. Thésée et le Minotaure (Theseus and the Minotaur)
2. Persée et la Gorgone (Perseus and the Gorgon)
3. Orphée et Eurydice (Orpheus and Eurydice)
4. Dédale et Icare (Daedalus and Icarus)

## Autour de la série
Des sous-entendus sont faits quant à l'identité du conteur :
- Dans l'épisode 2, il prétend être d'une parenté très éloignée avec le héros ;
- On peut supposer que le conteur et le héros de l'épisode 5 (The Soldier and Death) ne font qu'un. Plusieurs éléments allèguent plus ou moins cette hypothèse : au début de l'épisode, on voit le conteur montrer l'écusson que porte le héros de son histoire sur sa robe, tandis qu'à la fin de l'épisode, lorsque le chien demande ce qu'est devenu le héros, le conteur lui répond qu'il a sûrement trouvé de quoi s'occuper ; ensuite, le conteur jette un sac déjà présent au début de l'épisode, duquel sort un diablotin présent dans l'histoire racontée.